# Cynodesmus
Cynodesmus è un genere estinto di mammiferi carnivori, appartenente ai canidi. Visse nell'Oligocene (34 – 24 milioni di anni fa) in Nordamerica. I suoi resti sono particolarmente comuni in Nebraska.

## Descrizione
Lungo circa un metro, questo animale fu uno dei primi canidi ad avere un aspetto “moderno”. Il cinodesmo, infatti, doveva assomigliare vagamente a un coyote attuale, ma possedeva un cranio più compatto, una coda più lunga e pesante, e zampe più corte. In sostanza, il cinodesmo non doveva essere un buon corridore, se messo a confronto con i canidi attuali. Probabilmente attaccava le sue prede mediante imboscate, come gli odierni felidi. È possibile, inoltre, che questo animale potesse ritrarre parzialmente gli artigli.

## Classificazione
Al genere Cynodesmus sono state attribuite in passato numerose specie di canidi fossili dell'Oligocene e del Miocene, tutte dotate di una dentatura altamente specializzata per una dieta carnivora. Una revisione del genere da parte di Wang (1994) ha tuttavia dimostrato che gran parte di queste specie erano ascrivibili ad altri generi, se non addirittura ad altre sottofamiglie. Le uniche specie valide appartenenti al cinodesmo risultarono essere Cynodesmus thooides e l'affine C. martini. Molte altre specie sono risultate appartenere a generi di canidi borofagini, come Phlaocyon e Tomarctus, o antenati diretti dei canidi odierni, come Leptocyon. Un genere affine a Cynodesmus, appartenente alla medesima sottofamiglia (Hesperocyoninae) è Osbornodon.